# Měnín
Měnín település Csehországban, a Brno-vidéki járásban. Měnín Otmarov, Rajhradice, Blučina, Nosislav, Žatčany, Moutnice, Nikolčice, Telnice és Opatovice településekkel határos. Lakosainak száma 1869 fő (2024. január 1.).

## Népesség
A település lakosságának változását az alábbi diagram mutatja:
| Lakosok száma | 954  | 1264 | 1351 | 1470 | 1500 | 1696 | 1857 | 1870 | 1848 | 1869 |
|               | 1869 | 1900 | 1921 | 1961 | 1980 | 2011 | 2016 | 2019 | 2021 | 2024 |